# Parafia Niepokalanego Poczęcia Najświętszej Maryi Panny w Strzyżowie
Parafia Niepokalanego Poczęcia Najświętszej Maryi Panny w Strzyżowie – parafia rzymskokatolicka znajdująca się w diecezji rzeszowskiej w dekanacie Strzyżów.

## Historia

### Metryki staropolskie
Staropolskie metryki chrztów (z 1721–1756 i 1777–1784), ślubów (z 1729–1755 i 1777–1784) i zgonów (z 1777–1784) w parafii farnej w Strzyżowie zostały przekazane na przełomie lat 20. i 30. XX w. do Archiwum Diecezjalnego w Przemyślu pod opiekę jego dyrektora, ks. Jana Kwolka, zgodnie z rozporządzeniem biskupa Anatola Nowaka z lutego 1927. Księgi te zostały w listopadzie 1940 zarekwirowane z upaństwowionego po agresji ZSRR na Polskę archiwum i wywiezione przez NKWD do Lwowa, gdzie w czerwcu 1941 w toku inwazji III Rzeszy na ZSRR przejęły je władze niemieckie i umieściły początkowo w ratuszu lwowskim, a następnie w Archiwum Państwowym we Lwowie. Między styczniem a majem 1944 wobec zbliżania się wojsk radzieckich szef Dyrekcji Archiwów Generalnego Gubernatorstwa Erich Randt zezwolił kierownikowi Referatu Spraw Ludnościowych i Opiekuńczych Wydziału Opieki Społecznej w Urzędzie Generalnego Gubernatora Lotharowi Weirauchowi na transport akt metrykalnych do siedzib niemieckiego Urzędu Genealogicznego (Sippenstelle) w Krakowie i Rabce, skąd trafiły w sierpniu 1944 do garbarni skór F.W. Molla w Brzegu albo w styczniu 1945 do Coburga. Nie odnalazły się w kierowanym przez Karola Estreichera transporcie restytucyjnym materiałów Sippenstelle Krakau z Norymbergi w maju 1946.